# Блейн (Теннессі)
Блейн (англ. Blaine) — місто (англ. town) в США, в окрузі Ґрейнджер штату Теннессі. Населення — 2084 особи (2020).

## Географія
Блейн розташований за координатами 36°8′52″ пн. ш. 83°41′40″ зх. д. / 36.14778° пн. ш. 83.69444° зх. д. (36.147898, -83.694413).  За даними Бюро перепису населення США в 2010 році місто мало площу 24,33 км², уся площа — суходіл.

## Демографія
Згідно з переписом 2010 року, у місті мешкало 1856 осіб у 731 домогосподарстві у складі 538 родин. Густота населення становила 76 осіб/км².  Було 789 помешкань (32/км²).
Расовий склад населення:
| - 98,2 % — білих - 0,9 % — чорних або афроамериканців - 0,1 % — азіатів |

До двох чи більше рас належало 0,8 %. Частка іспаномовних становила 0,9 % від усіх жителів.
За віковим діапазоном населення розподілялося таким чином: 24,1 % — особи молодші 18 років, 62,1 % — особи у віці 18—64 років, 13,8 % — особи у віці 65 років та старші. Медіана віку мешканця становила 40,1 року. На 100 осіб жіночої статі у місті припадало 104,2 чоловіків;  на 100 жінок у віці від 18 років та старших — 93,0 чоловіків також старших 18 років.
Середній дохід на одне домашнє господарство  становив 56 066 доларів США (медіана — 43 000), а середній дохід на одну сім'ю — 66 225 доларів (медіана — 54 625). За межею бідності перебувало 10,8 % осіб, у тому числі 12,7 % дітей у віці до 18 років та 11,1 % осіб у віці 65 років та старших.
Цивільне працевлаштоване населення становило 954 особи. Основні галузі зайнятості: роздрібна торгівля — 18,3 %, освіта, охорона здоров'я та соціальна допомога — 16,1 %, виробництво — 14,9 %.